# Agroiconota
Genre
Agroiconota est un genre d'insectes coléoptères appartenant à la sous-famille des Cassidinae (cassides). Il comprend une grosse vingtaine d'espèces,,.

## Liste des espèces
- Agroiconota atromaculata Borowiec, 2005
- Agroiconota atropunctata Borowiec, 2005
- Agroiconota aulatipennis Spaeth, 1936
- Agroiconota bivittata (en) (Say, 1827)
- Agroiconota carlobrivioi Borowiec, 2005
- Agroiconota conflagrata (Boheman, 1855)
- Agroiconota cubana Blake, 1970
- Agroiconota gibberosa (Boheman, 1855)
- Agroiconota gibbipennis Borowiec, 2005
- Agroiconota inedita (Boheman, 1855)
- Agroiconota judaica (Fabricius, 1781)
- Agroiconota lateripunctata Spaeth, 1936
- Agroiconota paraguayana Borowiec, 2005
- Agroiconota parellina Spaeth, 1937
- Agroiconota propinqua (Boheman, 1855)
- Agroiconota pullula (Boheman, 1855)
- Agroiconota punctipennis (Boheman, 1855)
- Agroiconota reimoseri Spaeth, 1936
- Agroiconota sanareensis Borowiec, 2005
- Agroiconota sodalis Spaeth, 1936
- Agroiconota stupidula (Boheman, 1855)
- Agroiconota subtriangularis Spaeth, 1936
- Agroiconota subvittata (Boheman, 1855)
- Agroiconota tristriata (Fabricius, 1792)
- Agroiconota urbanae Buzzi, 1996
- Agroiconota vilis (Boheman, 1855)
- Agroiconota vittifera Spaeth, 1936